# Korup (Solbjerg Sogn)
 For alternative betydninger, se Korup (flertydig). (Se også artikler, som begynder med Korup)
Korup er en lille landsby med 82 indbyggere, beliggende 7 kilometer nord for Hadsund, i Rebild Kommune. Gennem byen løber Wiffertsholm Å, som uden for byen danner kommunegrænsen til Mariagerfjord Kommune. i Byen findes der et forsamlingshus. Byen ligger på den gamle landevej der i gamle dage udgjorde vejen mellem Aalborg og Hadsund. 